# مصادقة (حوسبة)

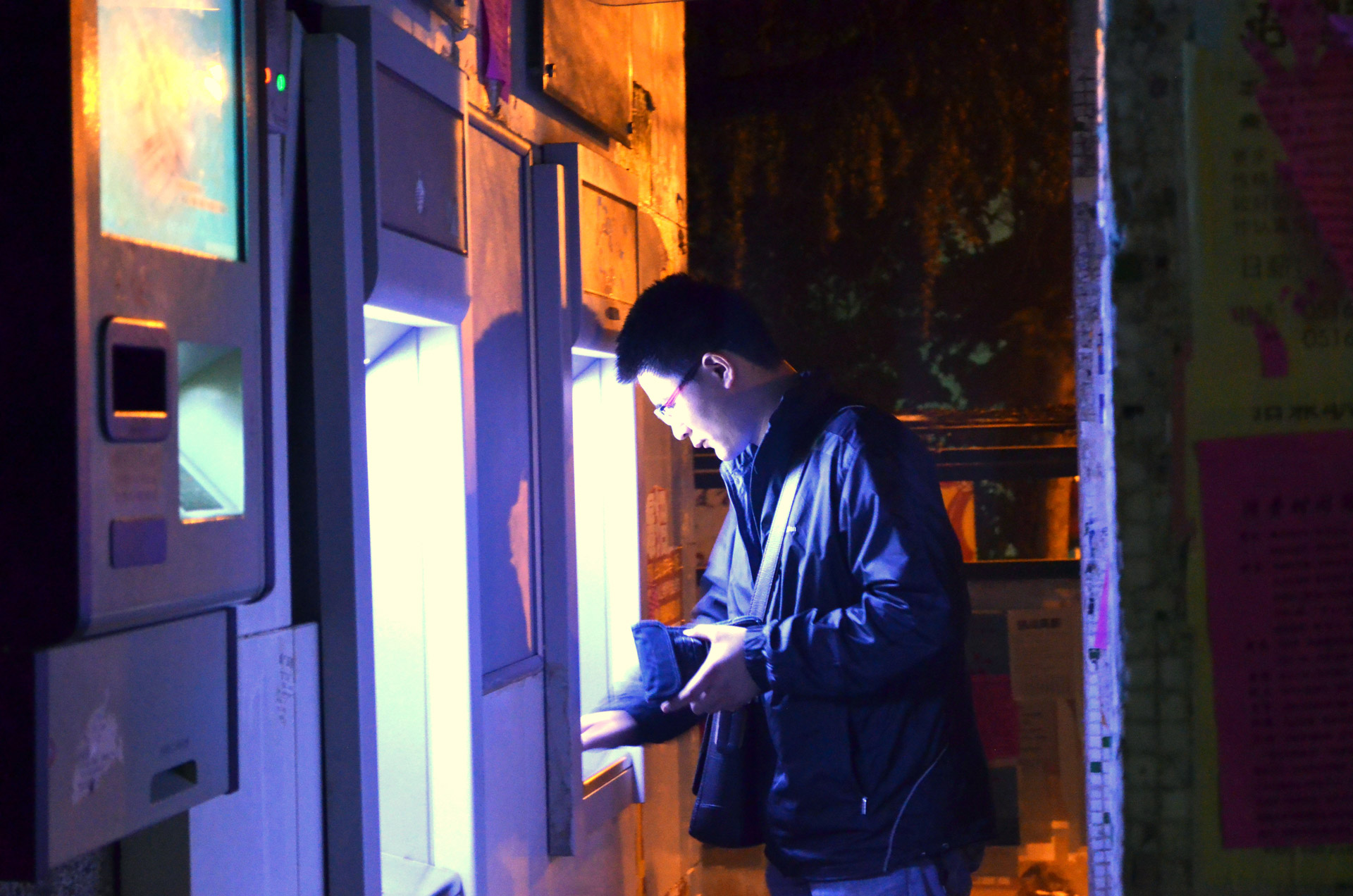
أجهزة الصراف الآلي مع المستخدم

المصادقة أو الاستيقان أو الاستيثاق أو التثبت أو التحقق أو التوثيق (بالإنجليزية: Authentication) في مجال المعلوماتية والاتصالات، هي الآليات التي يمكن بها التيقن من صدق هوية الشخص أو الجهة أو النظام الحاسوبي حسبما يدّعيه، لدرء انتحال الهوية، وذلك إما بإبراز معلومات سرية يتفق عليها الطرفان مسبقا، أو باستخدام الشهادات الرقمية. أكثر طرق الاستيثاق من الأشخاص شيوعا هي كتابة اسم المستخدم وكلمة سرّه، كما توجد وسائل تحقق أخرى مثل قراءة البصمة أو التثبّت باستخدام بطاقة.
يشتمل التعريف أيضا على آليات للتأكد من صدقية الأنظمة التي يتم الإتصال بها، وصِحّة وصدقية عزو بيانات لمستخدم أو نظام، وذلك لدرء التلاعب والتزييف وانتحال الأنظمة كما يتم مثلا في اختراقات «هجوم الوسيط»، ويُستخدم للتثبت شهادات وتوقيعات رقمية للوثائق، وتعتمد في ذلك اليوم بشكل أساس على تقنيات التشفير باستخدام المفتاح العام، الذي يسمح بربط كيونة ما (شخص أو خادوم أو جسم قانوني) بمفتاح عام ليحل مشكلة انتحال بيانات الأجهزة والأشخاص وذلك ضمن بنية تحتية للمفاتيح العامة.

## التحقق بأكثر من وسيلة
يمكن أن تشتمل العملية على أكثر من آلية وعبر وسائط مستقلة زيادة في الإستيقان ويسمى بالاستيثاق بعوامل عدة، منها آليات تحقق بخطوتين (أو المصادقة الثنائية) مثل طلب إدخال رمز يتم إرساله إلى هاتف الشخص، يتبعها طلب إدخاله لكلمة السر. يتثبت النظام من كون المستخدم لا ينتحل هوية عبر عاملين؛ تطابق المعلومات السرية وحيازته للهاتف.

## التصاريح والتخويل
عادة إذا ما تمت عمليات الاستيقان بنجاح، ووثق النظام بمصداقية هويته، فإن الخطوة التالية هي التصريح للمستخدم أو منحه أو تخويله حق النفاذ إلى المستوى المحدَّد له في قائمة الصلاحيات، وهو قد يكون بدء إتصال موثوق ومؤمن، أو الولوج لنظام ما أو حصوله على بيانات ضمن تلك الصلاحيات، لا يعتبر أي من خطوات التخويل وما يليها جزء من عملية المصادقة.